# Franz Heidler
Franz Heidler (* 28. Februar 1898 in Falkenau an der Eger, Österreich-Ungarn; † 30. Mai 1980 in Nürnberg) war ein deutscher Heimatforscher und Schriftsteller sowie Volksliedsänger und -sammler. Sein kultureller Schwerpunkt war die Egerländer Kultur.

## Leben
Heidler, Sohn eines Spenglers, machte eine Lehre im väterlichen Betrieb und befasste sich gesanglich mit schon damals mit Volksmusik. Als Sänger trat er erstmals selbst 1928 im Hörfunk auf, wodurch er auch nach Dresden, Prag, Leipzig, Berlin, München, Breslau und Wien kam. Er begleitete sich selbst auf der Gitarre. Im Zweiten Weltkrieg geriet er in Kriegsgefangenschaft und wurde 1946 entlassen.
Er ließ sich danach in Kirchehrenbach nieder und war befreundet mit Viktor Karell. Er ging 1952 nach Amberg und wurde dort Mitarbeiter des Stadtarchivs. 1954 wurde er dort offiziell zum „Volkstumspfleger“ ernannt. In Folge trug er rund 3.000 Lieder und Musikstücke aus der Region zusammen.
Der Aufstieg-Verlag München veröffentlichte eine Langspielplatte Lachendes Egerland mit Franz Heidler, für die er ebenso als Autor verantwortlich zeichnete wie als Sprecher, Sänger und Gitarrist.

## Auszeichnungen
Heidler wurde mehrfach ausgezeichnet, beispielsweise:
- 1962: Sudetendeutscher Volkstumspreis
- 1964: Nordgau-Kulturpreis der Stadt Amberg in der Kategorie „Heimatpflege“
- Bundesehrenzeichen der Eghalanda Gmoin
- 1974:Bundesverdienstkreuz am Bande

## Publikationen
- Die Falkenauer Familie Heidler (und ihre verdienten Träger Pater Ludolph, Carl Josef Heidler, Edler von Heilborn, Karl Heidler, Ritter von Egeregg); in: Heimaterzähler, Schwandorf 1968.
- Ostdeutsche Musiker, Sänger und Schauspieler in Regensburg. In: Familie und Volk, Neustadt an der Aisch 1961.
- Das Nabburgerland in den Amberger Bürgerbüchern. In: Heimaterzähler, Schwandorf 1963.
- Die historische Egerländer Hochzeit, Amberg 1964.